# 聞こえてくるラプソディー
「聞こえてくるラプソディー」（きこえてくるラプソディー）は、1988年5月21日にリリースされた岩崎宏美の44枚目のシングル。

## 解説
- この曲で、シングルCDが初めて制作され、アナログ盤と同時リリースされた。

## 収録曲
- 両楽曲共に、作詞：上杉伸之助／作曲：浜田金吾

1. 聞こえてくるラプソディー（5分2秒）
編曲：戸塚修
2. Interval（4分32秒）
編曲：中村哲